# Monastère de Kharagiin
Le monastère de Kharagiin est un monastère bouddhiste de Mongolie de l'école Gelugpa du bouddhisme tibétain. 
Le monastère de Kharagiin se trouve dans la ville de Darhan, troisième ville la plus peuplée de Mongolie, et capitale de la province de Darhan-Uul. Situé dans la vieille ville, il est récemment redevenu actif en tant que monastère bouddhiste.